# Universidade Paranaense
A Universidade Paranaense (Unipar) é uma universidade privada brasileira localizada no estado do Paraná. Possui campi em Cascavel, Cianorte, Francisco Beltrão, Guaíra, Paranavaí, Toledo e Umuarama.

## Histórico
Em 1972, é fundada pela Associação Paranaense de Ensino e Cultura (Apec) a Faculdade de Filosofia, Ciências e Letras de Umuarama. O objetivo da criação desta faculdade foi, inicialmente, atender a demanda que havia por docentes qualificados para a educação básica, uma vez que os professores que atuavam nas escolas da região não possuíam formação adequada. Dessa forma, os primeiros cursos ofertados pela instituição foram Pedagogia e Estudos Sociais, em 1972, e Ciências (Matemática) e Letras, em 1975.
Já na década de 1980, a Fiapec (Faculdades Integradas da Apec) amplia seu portfólio e passa a ofertar os cursos de Administração, Direito, Ciências Contábeis e Psicologia. Na década de 1990 é criado o curso de Farmácia e, em 1993, a Fiapec é reconhecida como universidade pelo Ministério da Educação e altera sua denominação para Universidade Paranaense (Unipar).
Com o reconhecimento como universidade, a Unipar expande sua área de atuação para outros municípios do Paraná. Ainda em 1993, são criados os campi de Toledo, Guaíra, Cianorte e Paranavaí. Em 1999, é instalado o campus de Cascavel e, em 2001, o de Francisco Beltrão.